# 莱尔加
莱尔加（西班牙語：Lerga）是西班牙纳瓦拉的一个市镇。总面积22平方公里，总人口90人（2001年），人口密度4人/平方公里。